# Egesina sericans
Egesina sericans är en skalbaggsart som beskrevs av Stefan von Breuning 1939. Egesina sericans ingår i släktet Egesina och familjen långhorningar.
Artens utbredningsområde är Sri Lanka. Inga underarter finns listade i Catalogue of Life.